# Максименко Віталій Григорович
Віталій Григорович Макси́менко (нар. 18 квітня 1918, Рублівка — пом. 9 грудня 1991, Львів) — український радянський майстер кераміки і педагог. Чоловік художниці Єлизавети Фащенко, батько художника Альфреда Максименка.

## Біографія
Народився 18 квітня 1918 року в селі Рублівці (колишнє село Глобинського району Полтавської області, Україна). Брав участь у німецько-радянській війні. Нагороджений орденом Вітчизняної війни II ступеня (18 лютого 1988).
1953 року закінчив Львівський інститут прикладного та декоративного мистецтва. Протягом 1953—1957 років викладав у Львівському училищі декоративного та прикладного мистецтва; у 1960—1963 обіймав посаду завідувача відділу мистецтв країн народної демократії Львівської картинної галереї; у 1963—1967 роках працював головним інженером з технічної естетики на Львівському заводі телеграфної апаратури; у 1967—1978 роках — старший викладач кафедри художньої кераміки Львівського інституту прикладного та декоративного мистецтва. Помер у Львові 9 грудня 1991 року.

## Творчічть
Створював тематичні керамічні композиції у малій пластиці, декоративні блюда, мозаїчні панно («Володимир Ленін», «Слава праці»). З 1950-х років брав участь в обласних і республіканських художніх виставках.
Автор статей з питань декоративно-ужиткового мистецтва, про українських керамістів у наукових збірниках і журналах.